# Паметници с лъвове в България
Настоящият списък с паметниците с лъвове в България включва скулптури, за които централна фигура или част от композицията заема лъв.

## Паметници в цял ръст
| Изображение | Град            | Дата             | GPS координати                                     | Информация |
| ----------- | --------------- | ---------------- | -------------------------------------------------- | --- |
|             | София           | 1985             | 42.695249198292466, 23.320716470710295             | Скулптурни фигури „Лъвове“ пред Съдебната палата в София. Скулптор: Величко Минеков. |
|             | Пазарджик       |                  | 42.18998610718084, 24.332416778617887              | Статуя „Лъвът“. Скулптор: Величко Минеков. |
|             | Стара Загора    | 1927             | 42.42503540001617, 25.64441942223178               | Паметник на третата опълченска дружина и подполковник Калитин |
|             | Шипка           | 1934             | 42.74825761069475, 25.321522976571657              | Паметник на свободата |
|             | Шипка           | 1934             | 42.74913318768461, 25.322056852077164              | Паметник на свободата – фрагмент в началото на стълбите. Общ план: |
|             | Шипка           | 1934             | 42.74825761069475, 25.321522976571657              | Паметник на свободата – в приземния етаж, под мраморен саркофаг, поставен на четири лежащи лъва, се съхраняват костите на загинали при отбраната на Шипка герои.                           |
|             | София           | м/у 1918 и 1944  | 42.690752337110474, 23.347610632667198             | Скулптурна фигура „Лъв“ във Военна академия „Георги Раковски“. |
|             | София           |                  | 42.694401573440565, 23.326142089794494             | Кулите от двете страни на централния вход на Народен театър „Иван Вазов“ завършват със скулптурна група, на която е изобразена победата на богинята Нике в колесница, теглена от три лъва. |
|             | София           | 1934             | 42.68796363498464, 23.32005315516514               | Паметник на първи и шести пехотен полк: Лъвът е преместен на мястото на демонтирания монумент „1300 години България“. До 2017 г. се е намирал на входа на Военноисторическия музей, София  |
|             | Велико Търново  | 1918             | 43.081872724514156, 25.646987363326875             | Скулптура на лъв на входа на Царевец. |
|             | Плевен          | 1903 – 1907      | 43.40530732527297, 24.61776199110053               | Паметник на Четвърти пехотен плевенски полк |
|             | Раковски        | 2016 – 2018      | 42.27993473837102, 24.949161416407673              | Паметник на загиналите във войните |
|             | Карлово         | 1903 – 1907      | 42.6374210200828, 24.806047652805344               | Лъв от паметника на Васил Левски |
|             | Враца           |                  |                                                    | Паметникът на загиналите във войните за национално обединение се намира в близост до ЖП гара – Враца.                                                                                      |
|             | Радомирци       |                  |                                                    | [ 6 ] |
|             | София           |                  | 42.69120147280191, 23.34794062575277               | Паметник „Колона на випуските“ във Военна академия „Георги Раковски“. |
|             | Йоглав          | 2018             | 43.2083612939135, 24.82469136624752                | Паметник на загиналите във войните |
|             | Русе            | 1909             | 43.848694, 25.953472                               | Паметник на Свободата. Близък план: |
|             | София           | 1882 – 1912      | 42.69577937649433, 23.332607234029794              | Царският трон с два лъва от храм-паметника „Свети Александър Невски“. |
|             | София           | 1932             | 42.693430231279144, 23.335740265262668             | Скулптурните фигури „Лъвове“ се намират на входа на Университетската библиотека. |
|             | София           | 2016             | 42.69024327722689, 23.327732395767157              | Паметник в памет на загиналите български полицаи. Намира се в градинка „Св. Седмочисленици“, София.                                                                                        |
|             | Средец          | 2018             |                                                    | Два лъва в паметник, посветен на загиналите от Карабунар в Балканската, Междусъюзническата и Първа световна война                                                                          |
|             | Стара Загора    |                  | 42.43219575012753, 25.625805113001324              | Два лъва на входа на Военния клуб. |
|             | Котел           |                  | 42.8592063236986, 26.490232520429295               | Статуята на лъв се намира на 5 км югоизточно от града. |
|             | София           | 1936             | 42.69619355887373, 23.331362348514894              | Лъвска статуя от Паметник на Незнайния воин |
|             | София           | 1938             | 42.69118653768414, 23.327299496941013              | Скулптурната фигура „Лъв“ се намира на входа на МВР. |
|             | София           | м/у 1918 и 1944  |                                                    | Ж.К. „Красно село“ бул. „Цар Борис ІІІ“ |
|             | Симитли         |                  | 41.892703906256166, 23.113241725424047             | Паметник „Лъвчето“ |
|             | Лакатник        | 1915 28 юни      |                                                    | [ 12 ] |
|             | Монтана         |                  | 43.40847102063773, 23.226123851973504              | Паметник на загиналите във войните за национално обединение |
|             | Ивайло          |                  | 42.22426292169173, 24.329608549809933              | Лъвова чешма |
|             | Разград         |                  | приблизително 43.52713903907944, 26.52386189915693 | Каменна статуя на лъв – точно уголемено копие на лъвчетата намерини при разкопките на Абритус.                                                                                             |
|             | Панагюрище      |                  | 42.50660126298177, 24.186104463492267              | Паметник на Орчо войвода |
|             | Трявна          |                  |                                                    | Паметник на Тревненското въстание |
|             | близо до Мадара | нач. на VIII век | 43.2773314195603, 27.119204040215497               | Лъв от средновековния барелеф Мадарски конник. |
|             | Созопол         |                  |                                                    | Каменен лъв в цял ръст в хотел. |

### Мостове
| Изображение | Град       | Дата                      | GPS координати                         | Информация |
| ----------- | ---------- | ------------------------- | -------------------------------------- | --- |
|             | София      | 1891                      | 42.70492431913762, 23.32385471451493   | Лъвов мост |
|             | Габрово    |                           | 42.87300672885534, 25.317204109894252  | Мост зад театъра, известен преди като Лъвов мост. Мостът е декориран с 4 масивни колони, на върха на които са поставени 4 фигури на лъвове.                                                               |
|             | Габрово    | 1936                      | 42.874167,25.318056                    | Мост „Игото“, известен преди и като Лъвов мост |
|             | Селище     |                           | 42.84585104277718, 25.03713445312308   | Лъвов мост |
|             | Стоките    |                           | 42.846042512922104, 25.03657953869888  | Лъвов мост до село Стоките и село Кръвеник. |
|             | Разград    | 2010                      | 43.52745183549682, 26.52335500201827   | Лъвов мост |
|             | Първомайци | 1880 (подновен през 2008) | 43.145874390251606, 25.666203833705843 | Александровски мост – първият Лъвов мост в България |
|             | Трънчовица |                           | 43.49023878848661, 24.99367143251974   | Мостът с лъвове |
|             | Севлиево   | 1940 и 2017               | 43.03423443864092, 25.105937334297632  | Мостът на Колю Фичето, известен и като Лъвов мост. Първоначално 4 лъва от бял бетон са монтирани през 1940 г., но са премахнати през 1974 г. Реплики на четири статуи на лъвове са поставени през 2017 г. |
|             |            | периода на Възраждането   |                                        | Каменна пластика на лъв от моста на р. Видима. |
|             | София      | 1891                      | 42.690591550907094, 23.33744524793326  | Четири плочи от „Орлов мост“ |

## Други
| Изображение | Град         | Дата              | GPS координати | Информация |
| ----------- | ------------ | ----------------- | -------------- | --- |
|             | София        | X – XI в.         |                | Плоча с изображение на лъв от червен пясъчник. Оригиналът е в АИМ (Национален археологически институт с музей) при БАН – София. Изображението е ползвано в български монети от 1992 г. |
|             | Стара Загора | X – XII век       |                | Средновековен български релеф на лъвица с лъвче, послужил за герб на Стара Загора. |
|             | София        | V – IV в. пр.н.е. |                | Каменен релеф на лъв с полихромна украса, култов комплекс Жаба могила, Стрелча. Експонат на Националния исторически музей, София                                                       |
|             | София        |                   |                | Каменен релеф. Експонат на Националния исторически музей, София |

Лъвът присъства като архитектурен детайл и в редица други паметници и сгради:
- Площад Джузепе Гарибалди", София
- Паметник на Тодор Кирков в Ловеч
- Лъвова чешма, Казанлък
- Чешма с минерална вода, Павел Баня
- детайл от фасадата на Доходното здание, Русе
- детайл от фасадата на Доходното здание, Русе
- Ковчегът на цар Боис III

- Мавзолей костница на априлци
- Фрагмент от паметника „1300 години България“
- Герб на България на фасадата на парламента
- Каменен барелеф на фасада на БНБ[23]
- Ирански културен център в София, близо до Орлов мост
- Национална художествена галерия (детайл от североизточното крило)